# Laurie Lefret
Laurie Lefret ist eine französische Schauspielerin.

## Werdegang
Laurie Lefret trat bisher in mehreren Filmproduktionen als Schauspielerin auf. Ihre Genres sind überwiegend Drama, Krimi, Thriller, aber auch Fernsehserien. Zudem spielte sie in einem Kurzfilm und 2007 in dem Jugenddrama Ravages
eine Hauptrolle.

## Filmografie (Auswahl)
- 1997: C’est pour la bonne cause!
- 2002: Amant de mes rêves
- 2004: Fargas
- 2004: Boulevard du Palais
- 2004: Les Cordier, juge et flic
- 2004: Si c’est ça la famille
- 2005: Trois femmes flics – Nulle n'est parfaite
- 2005: L’enfant de personne
- 2005: Famille d'accueil - Née sous X
- 2006: Kommissar Moulin (Commissaire Moulin, Fernsehserie, 1 Folge)
- 2007: P.J.
- 2007: Law & Order Paris (Fernsehserie, Folge 1x02:  Requiem für einen Mörder)
- 2007: Ravages
- 2008: Der Killer und die Nervensäge (L’emmerdeur)
- 2011: Julie Lescaut (Fernsehserie, 1 Folge)